# Kuhberg (Schwalmpforte)

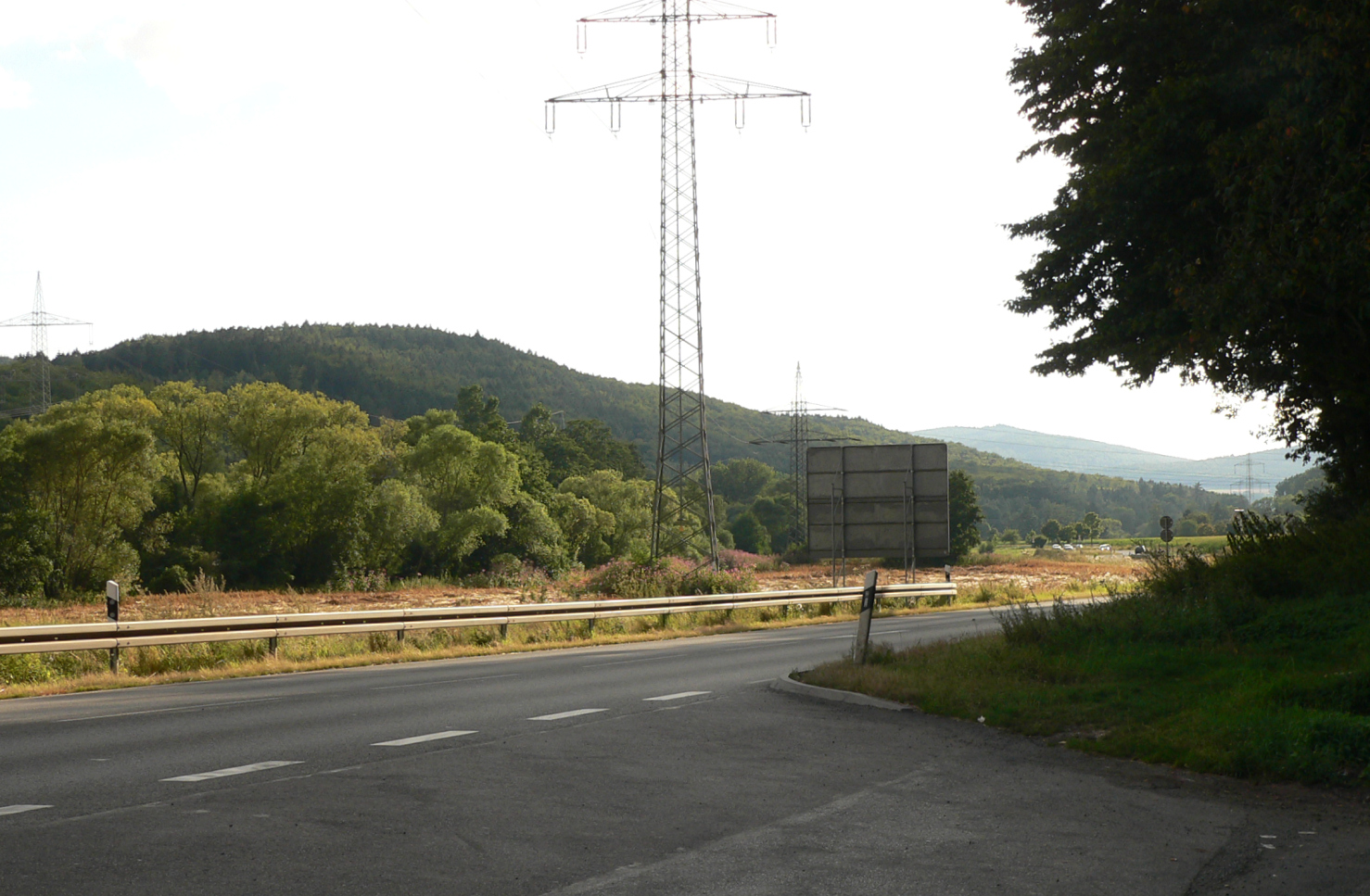
Der Kuhberg, Blick von der B 3 bei der Autobahnanschlussstelle 16 der A 49

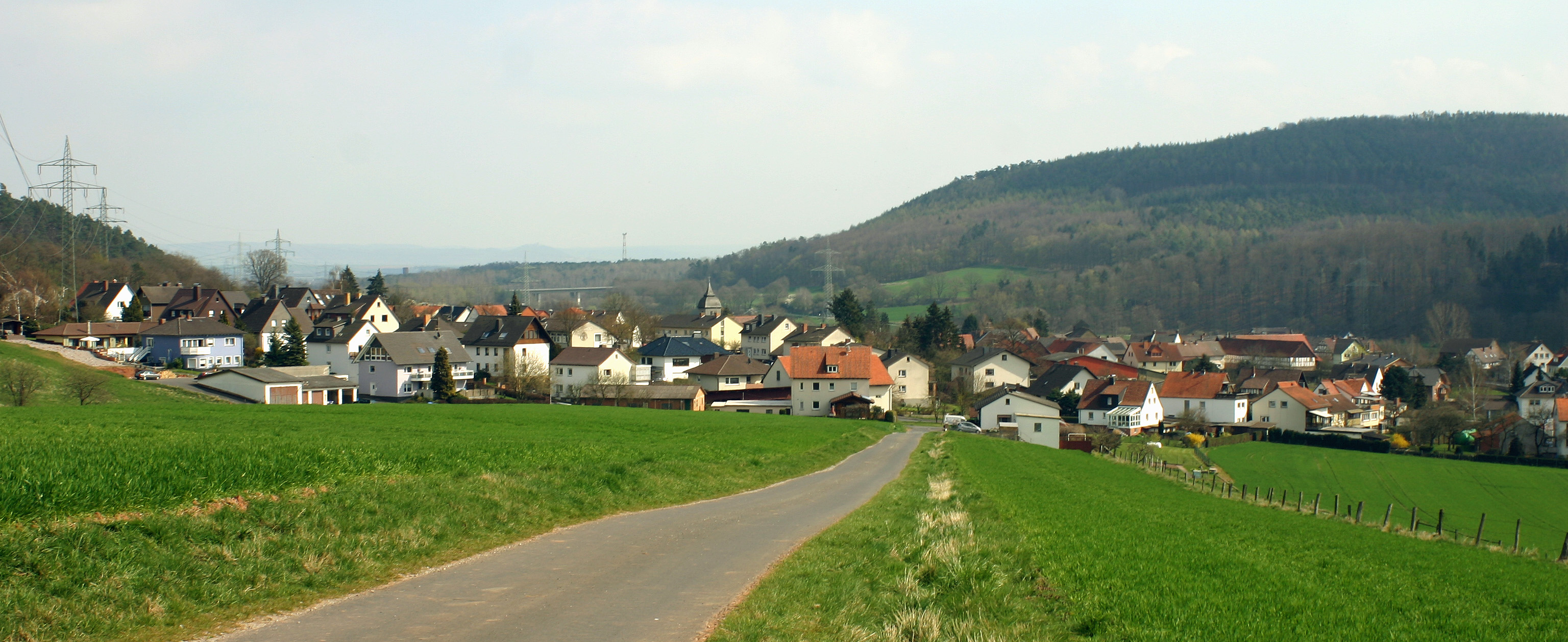
Blick über Kerstenhausen nach Ostsüdosten zur Schwalmpforte (links die Hundsburg, rechts der Kuhberg)

Der Kuhberg ist ein 342,9 m hoher Berg bei Borken im Schwalm-Eder-Kreis in Nordhessen.
Der nahezu vollständig bewaldete Berg ist der nordöstliche Ausläufer der Altenburg (432,7 m ü. NHN) und gehört, wie diese, zum Altenburg-Sandsteinrücken in Naturraum Hessenwald (344.6). Er bildet mit der nördlich gegenüberliegenden Hundsburg (334,9 m) zwischen Kerstenhausen im Westen und Kleinenglis im Osten die Schwalmpforte, wo die Schwalm, nachdem sie von Süden aus dem Löwensteiner Grund kommend in langgestrecktem Bogen die West- und Nordseite der Altenburg und des Kuhbergs umflossen hat, nach Osten in die Schwalmaue durchbricht.
Die nächsten Ortschaften sind Kerstenhausen im Nordwesten, Arnsbach im Osten und Kleinenglis im Nordosten, alles Stadtteile von Borken. Am Fuß des Berges, im Norden unmittelbar in der Schwalmpforte, befindet sich die Dorfwüstung Klein-Kerstenhausen mit den überwucherten Trümmerresten der Margarethenkirche.
Unmittelbar östlich des Kuhbergs verläuft in Nord-Süd-Richtung die Autobahn 49, und im Norden führt die Bundesstraße 3 durch die Schwalmpforte. Unweit östlich der Autobahn und des Kuhbergs liegt die Stockelache, ein aus dem Tagebaurestloch der einstigen Grube Stockelache nach der Einstellung des Braunkohlebergbaus im Borkener Braunkohlerevier durch Rekultivierung entstandener, etwa 10 Hektar großer Naturbadesee.
Koordinaten: 51° 3′ 32″ N, 9° 14′ 6″ O